# Xã Dowell, Quận Lawrence, Arkansas
Xã Dowell (tiếng Anh: Dowell Township) là một xã thuộc quận Lawrence, tiểu bang Arkansas, Hoa Kỳ. Năm 2010, dân số của xã này là 291 người.